# Храшчинский метеорит
Хра́шчинский метеорит — официальное название железного метеорита, который упал в 1751 году около деревни Храшчина, Хорватское Загорье, Хорватия. Метеорит был важен тем, что это было первое падение железного метеорита, которое наблюдалось и подтверждено большим количеством источников, несмотря на небольшой остаточный вес. Храшчинский метеорит подтвердил, что «камни могут падать с неба» вопреки существовавшему на тот момент научному консенсусу.

## История
26 мая 1751 года в 18:00 над Храшчиной был замечен огненный шлейф, а также звук, похожий на серию взрывов, — звуки были слышны на расстоянии вплоть до Вараждина, на площади примерно в 2,6 тыс. км2. Многие посвятили всё воскресенье пересказам событий. Балтазар Адам Крчелич, священник и историк, находившийся в соседней деревне Бишкупец, оставил следующее описание событий:

В Башкупеце, что неподалёку от Вараждина [...] можно было наблюдать необычный феномен, похожий на небольшое облако, хотя это не было облаком — оно становилось всё бледнее и бледнее, а затем раздался звук, похожий на взрыв, и облако распалось. Из-за невежества люди подумали, что открылись небеса.
— 
Позднее в Храшчине были найдены два железных куска метеорита массой 38,9 кг и 9 кг — они упали к востоку от Храшчины. Большая часть была обнаружена на глубине 1,4 м., однако часть свидетельств сообщала, что намного глубже.

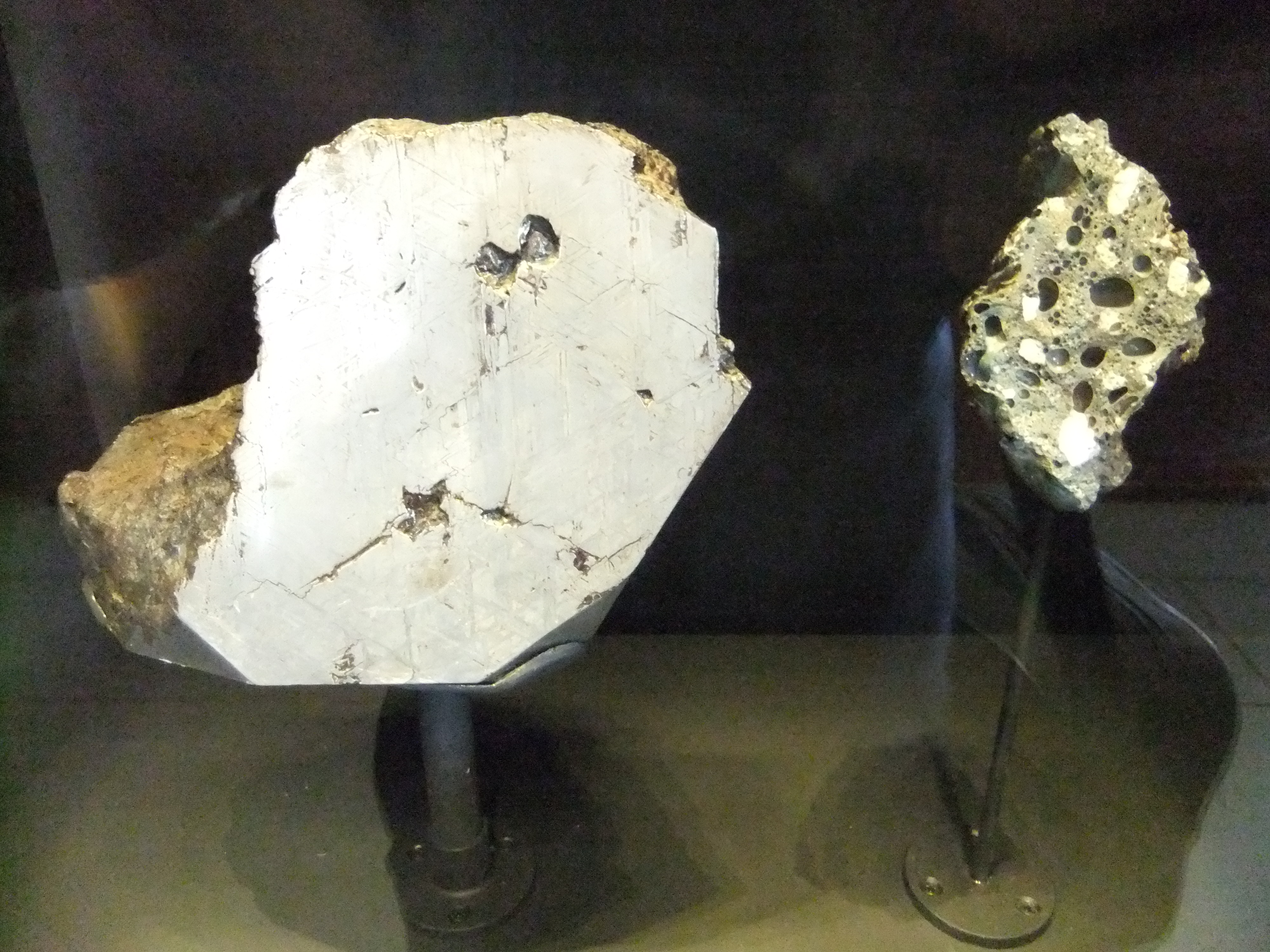
Образец из Музея естествознания (Лондон), 9,8 г